# Eucalyptus rotundata
Eucalyptus rotundata är en myrtenväxtart som beskrevs av Kenneth D. Hill. Eucalyptus rotundata ingår i släktet Eucalyptus och familjen myrtenväxter. Inga underarter finns listade i Catalogue of Life.